# Cugnasco-Gerra
Cugnasco-Gerra és un municipi del cantó de Ticino (Suïssa), situat al districte de Locarno.